# Pachycordyle pusilla
Pachycordyle pusilla är en nässeldjursart som först beskrevs av Motz-Kossowska 1905.  Pachycordyle pusilla ingår i släktet Pachycordyle och familjen Oceanidae. Inga underarter finns listade i Catalogue of Life.